# Lijst van voetbalinterlands Anguilla - Belize
Deze lijst van voetbalinterlands is een overzicht van alle officiële voetbalwedstrijden tussen de nationale teams van Anguilla en Belize. De landen speelden tot op heden twee keer tegen elkaar. De eerste ontmoeting, een groepswedstrijd tijdens de CONCACAF Nations League 2024/25, werd gespeeld in Providenciales (Turks- en Caicoseilanden) op 10 september 2024. Het laatste duel, de returnwedstrijd in dezelfde competitie, vond plaats op 9 oktober 2024 in Belmopan.

## Wedstrijden
| № | Plaats         | Datum             | Competitie                      | Wedstrijd         | Uitslag |
| - | -------------- | ----------------- | ------------------------------- | ----------------- | ------- |
| 1 | Providenciales | 10 september 2024 | CONCACAF Nations League 2024/25 | Belize – Anguilla | 1 – 0   |
| 2 | Belmopan       | 9 oktober 2024    | CONCACAF Nations League 2024/25 | Anguilla − Belize | 0 − 1   |

## Samenvatting
| Competitie              | Totaal gespeeld | Winst Anguilla | Gelijk | Winst Belize | Doelsaldo Anguilla – Belize |
| ----------------------- | --------------- | -------------- | ------ | ------------ | --------------------------- |
| CONCACAF Nations League | 2               | 0              | 0      | 2            | 0 − 2                       |
| Totaal                  | 2               | 0              | 0      | 2            | 0 − 2                       |

AFA · Anguillaans vrouwenelftal
1991 - 1999 · 
2000 – 2009 · 
2010 – 2019 ·
2020 − 2029
Amerikaanse Maagdeneilanden ·
Antigua en Barbuda ·
Bahama's · 
Barbados · 
Belize ·
Britse Maagdeneilanden · 
Dominica · 
Dominicaanse Republiek · 
El Salvador · 
Grenada · 
Guatemala ·
Guyana · 
Kaaimaneilanden · 
Montserrat ·
Nicaragua ·
Panama ·
Puerto Rico · 
Saint Kitts en Nevis · 
Saint Lucia ·
Saint Vincent en de Grenadines ·
Suriname ·
Trinidad en Tobago ·
Turks- en Caicoseilanden
FFB · A-internationals · Bondscoaches · Statistieken · Belizaans vrouwenelftal
1990 – 1999 ·
2000 – 2009 ·
2010 – 2019 ·
2020 − 2029
1995 · 
1996 · 
1997 · 
1998 · 
1999 · 
2000 · 
2001 · 
2002 · 
2003 · 
2004 · 
2005 · 
2006 · 
2007 · 
2008 · 
2009 · 
2010 · 
2011 · 
2012 · 
2013 · 
2014 ·
2015 ·
2016 ·
2017 ·
2018 ·
2019 ·
2020 ·
2021 ·
2022 ·
2023 ·
2024
Anguilla ·
Bahama's ·
Barbados ·
Bermuda ·
Canada ·
Costa Rica ·
Cuba ·
Dominicaanse Republiek ·
El Salvador ·
Grenada ·
Guatemala ·
Guyana ·
Haïti ·
Honduras ·
Kaaimaneilanden ·
Mexico ·
Montserrat ·
Nicaragua ·
Panama ·
Puerto Rico ·
Saint Kitts en Nevis ·
Saint Vincent en de Grenadines ·
Trinidad en Tobago ·
Turks- en Caicoseilanden ·
Verenigde Staten